# Gruppi e musicisti della Universal Republic Records
Per Gruppi e musicisti della Universal Republic Records si intendono tutti quegli artisti che hanno avuto un contratto discografico con la mededima impresa. 

## Lista artisti
Di seguito vengono riportati, in ordine alfabetico, tali artisti.

### 0-9
- 3 Doors Down
- 10 Years

### A
- Alice Peacock
- Animal Liberation Orchestra
- Alter Bridge
- Amy Winehouse
- Anberlin
- Ariana Grande

### B
- Billy Boy On Poison
- Black DaDa
- Boyce Avenue

### C
- Cash Cash
- Chamillionaire
- Clare Maguire
- Code Red
- Colbie Caillat

### D
- Damian Marley (Jr. Gong)
- David Anthony
- Dev
- Divide the Day
- DJ Class
- Don Omar
- Downstait

### E
- Eli Young Band
- Erik Hassle

### F
- Fast Ryde
- Flobots
- Florence and the Machine

### G
- G.Love
- Godsmack
- Groove Coverage

### H
- Hannah Sidibe
- Hinder
- Honey Honey

### I
- India.Arie

### J
- J Brown
- Jack Johnson
- Jaron
- Javon Black
- Jay Sean
- Jessie J
- Joe Brooks
- Josh Harris
- Julian Marley

### K
- Karl Wolf
- Kate Earl
- Kate Havnevik
- Kevin Rudolf
- Kid Sister
- K'Jon

### L
- Leighton Meester'
- Lil Jon

### M
- Madcon
- Mando Diao
- Margarete Durante
- Mason Jennings
- Matt Costa
- Matt Wertz
- Miike Snow
- Mika
- Modern West

### N
- Nas & Damian "Jr Gong" Marley
- Natalie Imbruglia
- Neff-U
- Neil Halstead
- Nikki Flores

### O
- Owl City

### P
- Pop Evil

### R
- Rehab
- Richy Nix
- Rocco Deluca
- Rogue Wave
- Ron Pope

### S
- Sam Sparro
- Savage
- Serabee
- Shawn Fisher
- Shiloh
- Show Stoppas
- Shurman
- Sonique
- Spose
- Steel Panther
- Stephen Marley
- Stereo Fuse
- The Stunners
- Sylver

### T
- The Band Perry
- The Black Ghosts
- The Cataracs
- The Limousines
- The Lonely Island
- The Muckrakers
- The Sounds
- Tinchy Stryder
- Tisha Howard
- Tori Amos
- Tyrone Wells

### W
- We Are the Fallen

### Z
- Zach Gill
- Zee Avi